# Galattitolo 2-deidrogenasi
La galattitolo 2-deidrogenasi è un enzima appartenente alla classe delle ossidoreduttasi, che catalizza la seguente reazione:
galattitolo + NAD+ ⇄ D-tagatosio + NADH + H+
È anche in grado di convertire nello zucchero corrispondente altri alditoli con configurazione L-treo adiacente ad un gruppo alcolico primario. 